# ديف لينوكس
ديف لينوكس (بالإنجليزية: Dave Lennox)‏ هو شخصية أعمال أمريكي، ولد في 15 أبريل 1855، وتوفي في 15 فبراير 1947.